# Believe (Musiklabel)
Believe ist ein französisches Tonträgerunternehmen mit Sitz in Paris.
Gegründet 2005 vom früheren Vivendi-Manager Denis Ladegaillerie zusammen mit Arnaud Chiaramonti und Nicolas Laclias, zunächst als Unternehmen zum digitalen Musikvertrieb, kaufte es 2006 seinen deutschen Wettbewerber mTunes. Nach weiteren Zukäufen umfasst es mehr als 20 Tochtermarken und Labels, z. B. Believe Distribution Services, AllPoints oder Naïve Records; es hält auch eine Mehrheitsbeteiligung an dem Metal-Label Nuclear Blast. Für Marketingkampagnen kann Believe auf ein Team von fast 430 Mitarbeitern in 32 Büros weltweit zurückgreifen.
2019 wurde Believe durch die französische Regierung als eines der 40 vielversprechendsten Start-up-Unternehmen durch den Staatssekretär für Digitales, Cédric O,
ausgezeichnet.
Im Jahr 2020 erzielte Believe einen Umsatz von 441 Millionen Euro. Im Mai 2021 gab das Unternehmen Pläne für einen Gang an die Pariser Börse bekannt, um seine weitere Expansion zu finanzieren. Die Erstnotierung an der Euronext erfolgte am 10. Juni 2021. Seither werden dort rund 15
Prozent der Anteile am Unternehmen gehandelt, es besteht aber die Option auf die Ausgabe weiterer Aktien. Größter Anteilseigner ist nach wie vor die US-amerikanische
Investmentgesellschaft TCMI, auch bekannt als Technology Crossover Ventures (TCV) mit einem Anteil von rund 41 Prozent (Stand Juni 2021 nach Börsengang).

## Künstler (Auswahl)
Das Musiklabel Believe hat unter anderem folgende Künstler/Gruppen veröffentlicht:
- Jul
- Naps
- Djadja & Dinaz
- Seth Gueko
- Naza
- KeBlack
- MMZ
- PNL
- Rohff
- DTF
- S.Pri Noir
- Mister V
- Heuss l’Enfoiré
- Barack Adama
- Sneazzy
- GMT
- Squeezie
- La Fouine
- 01099

## Kontroversen
Believe wird vorgeworfen, eine große Anzahl vorsätzlicher falscher Copyright-Ansprüche gegenüber Künstlern auf Plattformen wie YouTube zu erheben. 2020 war das Unternehmen Ziel eines Prozesses vor dem New Yorker Bundesgericht, wobei ihm vorsätzliche Copyright-Verletzungen im großen Stil vorgeworfen wurden. Trotz der Klage hat Believe Music fortgesetzt offensichtlich betrügerische Copyright-Ansprüche gegenüber Künstlern erhoben.